# Diophtalma caucana
Diophtalma caucana är en fjärilsart som beskrevs av Hans Ferdinand Emil Julius Stichel 1926. Diophtalma caucana ingår i släktet Diophtalma och familjen Riodinidae. Inga underarter finns listade i Catalogue of Life.